# Metabelbella gratiosa
Metabelbella gratiosa är en kvalsterart som först beskrevs av Rainer Willmann 1940.  Metabelbella gratiosa ingår i släktet Metabelbella och familjen Damaeidae. Inga underarter finns listade i Catalogue of Life.